# Hindsia
Hindsia  es un género con quince especies de plantas con flores perteneciente a la familia de las rubiáceas. Es nativo de Sudamérica, principalmente en Brasil.

## Taxonomía
El género fue descrito por Benth. ex Lindl. y publicado en Edwards's Botanical Register 30(Misc.): 40. 1844. La especie tipo es: Acanthosyris spinescens

## Especies
- Hindsia arianeae
- Hindsia cucullata
- Hindsia glabra
- Hindsia ibitipocensis
- Hindsia irwinii
- Hindsia longiflora
- Hindsia phyllocalyx
- Hindsia ramosissima
- Hindsia republicana
- Hindsia sessilifolia
- Hindsia violacea[6]